# Parfondeval (Orne)
Parfondeval is een gemeente in het Franse departement Orne (regio Normandië) en telt 108 inwoners (2009). De plaats maakt deel uit van het arrondissement Mortagne-au-Perche.

## Geografie
De oppervlakte van Parfondeval bedraagt 3,1 km², de bevolkingsdichtheid is dus 34,8 inwoners per km².
De onderstaande kaart toont de ligging van Parfondeval (Orne) met de belangrijkste infrastructuur en aangrenzende gemeenten.

## Demografie
Onderstaande figuur toont het verloop van het inwonertal (bron: INSEE-tellingen).